# Benoît d'Aniane
Pour les articles homonymes, voir Saint Benoît et Benoît.
Benoît d'Aniane, né vers 750 et mort le 11 février 821, est un aristocrate d'origine wisigothe de l'époque carolingienne, dont l'œuvre de réforme du monachisme est essentielle dans l'essor de l'ordre des Bénédictins en Europe, ce qui lui vaut le surnom de « second Benoît ». Outre cette activité d'unification monastique, Benoît lutta contre l'adoptianisme, propagea la liturgie romano-franque et contribua à la diffusion de la nouvelle écriture dite minuscule caroline. Conseiller très influent du fils de Charlemagne, Louis le Pieux, quand celui-ci était roi d'Aquitaine, puis quand il devint empereur, il est l'un des principaux acteurs de la renaissance carolingienne. Il est commémoré le 12 février selon le Martyrologe romain.

## Biographie

### Origine et débuts

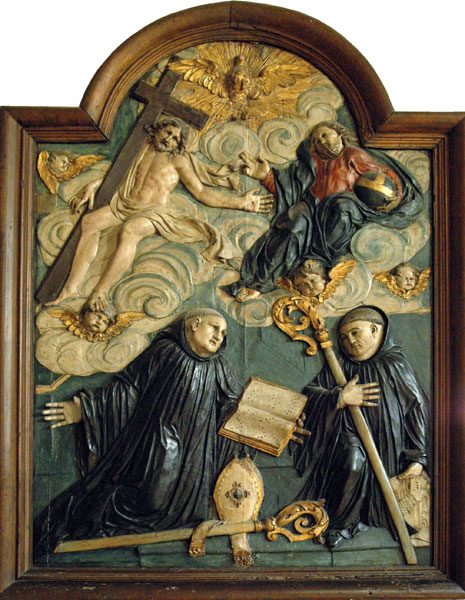
Saint Benoît de Nursie tenant le livre de la « Règle » et saint Benoît d'Aniane tenant le modèle du monastère d'Aniane (Bas-relief du XVIIe siècle, église de Saint-Guilhem-le-Désert).

Né en Septimanie vers 750, celui que nous appelons Benoît d'Aniane était le fils du comte de Maguelone (en Gothie alias Septimanie, à 10 km au sud-ouest de Montpellier) ; une tradition tardive (année 1652) et sans autorité donne à son père le nom d'Aigulfus, que ne confirme aucun témoignage ancien. Le comte goth Ansemond est documenté  à l'époque de la naissance de Benoît. Indéniablement d'origine wisigothique, l'enfant porta d'abord le nom de Witiza, attesté par la Chronique de Moissac. Son éducation se fit à la cour du roi franc Pépin le Bref, où il eut pour compagnons Adalhard et Wala, neveux du roi. Il devint l'échanson de la reine, Bertrade de Laon (dite Berthe au Grand Pied). Il resta à la cour de Charlemagne après la mort de Pépin.
En 773, il participa à l'expédition contre les Lombards en Italie. Il paraissait alors destiné à une brillante carrière militaire.

### Vie monastique
En 774 ou 775, à la suite d'un événement dramatique (il avait failli mourir près de Pavie en voulant sauver son frère de la noyade), Witiza devint moine à l'abbaye de Saint-Seine, située à 27 km au nord-ouest de Dijon. C'est peut-être à cette occasion qu'il renonça à son nom gothique pour devenir, en religion, "le Béni" ou frère "Benoît" (Benedictus).
À l'abbaye de Saint-Seine, il fit preuve d'un ascétisme rigoureux et étudia les nombreuses règles en usage, outre celle de saint Benoît de Nursie : règle de saint Pacôme, règle de saint Basile et règle de saint Colomban.
Il devint le cellérier du monastère. Vers 780, sa communauté le choisit comme abbé, mais il s'enfuit vers son pays natal et s'établit dans la région de Montpellier.
Il mena alors une vie d'ermite et fonda avec des disciples et son ami Guillaume de Gellone, en 782, sur les bords de l'Hérault, une abbaye : celle d'Aniane, située à 26 km à l'ouest de Montpellier. Pour cet établissement — dont l'archéologie a retrouvé les vestiges en 2013 —, Benoît choisit comme modèle le cénobitisme.

### L'essor de la règle bénédictine
Aniane acquit, grâce à son abbé, une notoriété et un prestige considérables. S'étant rendu à Ratisbonne auprès de Charlemagne (printemps 792), Benoît obtint de l'empereur des lettres d'immunité et la reconnaissance de la liberté d'élection de l'abbé. Le développement du monastère fut toutefois freiné par la rigueur exigée. Benoît se tourna alors vers la règle de saint Benoît de Nursie, qu'il voulut faire appliquer dans un sens strict : il modifia et compléta cette règle à l'aide de celle de Colomban, et rédigea la « concorde des règles », s'appuyant sur ses commentaires de la règle de saint Benoît. Le monastère compta bientôt plus de trois cents moines, qui essaimèrent dans tout l'Empire pour répandre la règle bénédictine, réformer les anciennes abbayes et en fonder de nouvelles.
En 792, l'abbaye devint royale. Le rayonnement que ce nouveau statut lui conférait fut utilisé par Benoît pour propager le bénédictinisme en Aquitaine. Le Languedoc, l'Auvergne, la Bourgogne s'y adaptèrent. La nouvelle règle intéressait fortement Louis le Pieux, qui souhaitait réaliser l'unité religieuse de l'Empire pour constituer un cadre à son territoire. Il appela l'abbé d'Aniane à Inden, près d'Aix-la-Chapelle. Là, Benoît prépara à sa demande deux synodes traitant de la réforme du monachisme, lesquels eurent lieu le premier en août-septembre 816, le second en juillet 817, tous deux à Aix-la-Chapelle : ils imposèrent la règle de saint Benoît et la libre élection de l'abbé. Des missi monastici désignés pour chaque monastère devaient veiller à l'exécution des décisions. Benoît voulait, tout comme Louis le Pieux, intégrer l'abbaye dans les institutions de l'Empire. L'abbé devint ainsi un véritable chef de communauté.
Soutenu par l'empereur et secondé par Alcuin, abbé de Saint-Martin de Tours, et par Théodulf d'Orléans, évêque d'Orléans, Benoît fit appliquer avec beaucoup d'intelligence la règle bénédictine dans plus de vingt monastères en Aquitaine, dont principalement Gellone, Saint-Savin et Massay. Le sud de la Loire profita également, peu à peu, de cette réforme.
En 818, en passant par Priziac (Morbihan) au cours d'une campagne militaire contre le rebelle Morvan, Louis le Pieux saisit cette occasion pour faire adopter la règle bénédictine par les moines de l'abbaye de Landévennec, placée jusqu'alors sous la Règle de saint Colomban.
Les changements apportés se répandirent très vite en Saxe et en Italie dès 820-830. La vie bénédictine allait s'imposer graduellement en Europe. Plus tard, elle se constituerait en grands ordres et congrégations, dont un des plus célèbres est l'ordre de Cluny. Toutefois, à partir de cette règle unique se formèrent des traditions propres à chaque abbaye.
Devenu empereur, Louis le Pieux s'empressa d'installer son conseiller et ami Benoît dans un monastère qu'il venait de fonder à son intention à Inden ou Inda (aujourd'hui abbaye de Kornelimünster), non loin du palais impérial (à une dizaine de kilomètres d'Aix-la-Chapelle), pour le mettre à la tête de tous les moines de son empire.
Après l'Aquitaine et la Gothie, ce fut au tour de la Francie de bénéficier de la "règle du salut". En 817, Louis le Pieux réunit à Aix-la-Chapelle tous les abbés de l'Empire pour faire accepter le capitulare monasticum préparé par Benoît. Le but de cette constitution était de réglementer et surtout d'unifier les différents styles de vie monastique autour de la règle de saint Benoît, à l'exception des autres. Saint Augustin et Benoît de Nursie étaient à cette époque les meilleures références pour vivre une vie religieuse à la fois exigeante et raisonnable.
L'empereur, qui adhérait entièrement à ce projet de purification, en proclama l'application dans tout l'Empire.
La politique culturelle mise en place par Charlemagne déboucha ainsi sur une brillante renaissance artistique, intellectuelle et spirituelle dans beaucoup de monastères, devenus des lieux privilégiés de transmission de la culture.

### Benoît d'Aniane et l'adoptianisme
Benoît d'Aniane se distingua aussi dans la lutte contre l'adoptianisme, considéré comme une hérésie par l'Église. Propagée par Élipand, archevêque de Tolède, et Félix, évêque d'Urgell, cette doctrine considère le Christ comme Dieu par nature mais comme homme par adoption de Dieu en tant que fils. Comme Élipand se trouvait sur un territoire appartenant aux Maures, il ne fut guère inquiété ; en revanche, Félix d'Urgell se vit contraint de se rétracter en 792 par la condamnation du synode de Ratisbonne. Le concile de Francfort, en 794, condamna l'adoptianisme. On ne sait si Benoît d'Aniane y assista, mais il est certain qu'il fut aidé dans son combat par ses deux amis Alcuin et Nimfridius (abbé de Lagrasse jusqu'en 800 puis archevêque de Narbonne jusqu'en 828). En 799, Charlemagne assigna à Benoît, accompagné de Nimfridius et de Leidrade, évêque de Lyon, la mission d'extirper l'adoptianisme de la Marche d'Espagne.

### Le conseiller de Louis le Pieux
Dès les années 790, Benoît sut gagner les bonnes grâces de Louis, alors roi d'Aquitaine, et exercer sur lui une influence qui devait aller croissant avec les années. Il devint son principal conseiller et, mieux encore, son directeur spirituel. L'austère sainteté et la force de caractère qui émanaient de sa personne lui attirèrent, de la part d'un esprit inconstant et quelque peu velléitaire comme celui de Louis, un respect qu'on peut imaginer mêlé de crainte ; toutefois, cette vision d'un empereur dominé par son conseiller a été contestée par certains historiens modernes. Une partie importante de la politique ecclésiastique de l'empereur semblerait avoir été inspirée par Benoît, jusqu'à son décès en 821 et peut-être même au-delà. S'il fut réel, un tel rôle de mentor, ou mieux d'« Éminence grise », joué par l'abbé languedocien auprès du prince, pourrait avoir atteint son apogée à l'occasion de la révolte de Bernard d'Italie (817-818). Fut-ce sous son influence que Louis épargna la vie de Bernard ? On hésite à l'affirmer quand on songe à l'extrême rigueur de la peine de substitution, cet aveuglement "à la byzantine" auquel le jeune homme ne devait pas survivre. Mais Benoît est certainement pour beaucoup dans les scrupules et les remords manifestés par l'empereur. Il se pourrait même que l'influence posthume de l'abbé d'Aniane (mort en 821) ne soit pas étrangère à la spectaculaire pénitence publique d'Attigny (août 822). On pourrait être également tenté d'attribuer à l'influence de Benoît le ménagement dont fit preuve l'empereur à l'égard de l'Hispanus qu'était Claude de Turin, malgré l'iconoclasme virulent que celui-ci pratiquait dans son diocèse piémontais . Il est sûr en tout cas que Benoît était si proche de Nimfridius de Narbonne (déjà mentionné favorablement dans VB, 3, 10) qu'il lui adressa, in articulo mortis, sa dernière lettre : or Nimfridius goûtait fort les écrits exégétiques de Claude. Bref, ce réseau d'amitiés suggère l'existence, dans l'entourage de Louis le Pieux ou dans l'épiscopat de la Gaule, d'un "clan hispanique" (ou "septimanien") dont l'influence politique et spirituelle ne dut pas être négligeable, même si l'empereur, par sursauts, eut assez de volonté pour sévir contre certains de ses membres, comme Théodulf d'Orléans en 818 ou Agobard en 835. Rappelons enfin que Benoît entretenait des liens d'amitié très étroits avec un autre homme de confiance de Louis le Pieux, le chancelier Hélisachar, dont l'origine wisigothique ou septimanienne est possible, mais non prouvée.

### Le saint et son culte
Benoît mourut en odeur de sainteté dans son « Monasterium ad Indam », c'est-à-dire dans le « monastère près de la rivière Inda » (l'abbaye de Kornelimünster à Aix-la-Chapelle), le 11 février 821. Les moines de l'abbaye demandèrent alors au frère Ardon Smaragde (Ardo Smaragdus), qui connaissait l'abbé depuis longtemps et qui était mieux placé que personne pour parler de lui, de devenir son hagiographe. Telle est l'origine de la Vita Benedicti abbatis Anianensis et Indensis, qui nous a été transmise à l'intérieur du Cartulaire d'Aniane (XIIe siècle). La rédaction prit une année ; Ardon se rendit à Aniane pour y recueillir des témoignages. Son récit bien informé nous est parvenu sous trois formes ou recensions : une longue (BHL 1096), qui est le document toujours cité dans la présente notice ; une brève et une composite. Il n'est pas exempt d'interpolations certaines ou probables : le texte a été remanié (quoique superficiellement) jusqu'au deuxième tiers du XIIe siècle, notamment pour ce qui concerne la charte d'immunité (VB, 18, 27) et dans le passage concernant le comte de Toulouse, Guillaume de Gellone, et la fondation de l'abbaye de Gellone (VB, 30, 42).

#### Sources anciennes
- Ardo Smaragdus (en français Ardon Smaragde), Vie de Benoît d'Aniane, recension longue (BHL 1096).
- Texte latin : Patrologia Latina, tome 103, col. 353-384 (obsolète) ; G. Waitz dans Monumenta Germaniae Historica, Scriptores, tome XV/1 (Hannover, 1887 ; anastatique Stuttgart & New York, 1963), p. 200-220. Ce document précieux, œuvre d'un disciple de Benoît, doit être lu désormais dans l'édition critique procurée par Walter Kettemann, Subsidia Anianensia. Überlieferungs- und textgeschichtliche Untersuchungen zur Geschichte Witiza-Benedikts, seines Klosters Aniane und zur sogenannten "anianischen Reform". Mit kommentierenden Editionen der Vita Benedicti Anianensis, Notitia de servitio monasteriorum, des Chronicon Moissiacense/ Anianense sowie zweier Lokaltraditionen aus Aniane, (Diss.), Duisburg, 2000 (en ligne), p. 139-222.

- Traduction française annotée : Pierre Bonnerue, Fernand Baumes & Adalbert de Vogüé, Ardon. Vie de Benoît d'Aniane. Abbaye de Bellefontaine, Bégrolles-en-Mauges, 2001 (« Vie monastique », no 39).

#### Études
- Pierre Bonnerue (2001), voir supra, « Sources anciennes ».
- Egon Boshof, Erzbischof Agobard. Leben und Werk, Cologne et Vienne, Böhlau, 1969.
- Egon Boshof, Ludwig der Fromme, Darmstadt, Primus Verlag, 1996.
- Pascal Boulhol, Claude de Turin. Un évêque iconoclaste dans l'Occident carolingien. Paris, Institut d'études augustiniennes, 2002.
- John Cavadini, The last christology of the West. Adoptionism in Spain and Gaul, 785–820, Philadelphia, University of Pennsylvania Press, 1993.
- Depreux Philippe, Prosopographie de l'entourage de Louis le Pieux (781–840), Sigmaringen, Thorbecke, 1997.
- Dom Claude Devic et dom Joseph Vaissète, Histoire générale du Languedoc, volume I, Toulouse, 1745, rééd. ibid., Privat, 1872.
- Pius Engelbert, « Benedikt von Aniane und die karolingische Reichsidee. Zur politischen Theologie des Frühmittelalters », dans Gregorio Penco (éd.), Cultura e spiritualità nella tradizione monastica (= Studia Anselmiana, 103), Rome, 1990, p. 67-103.
- Réginald Grégoire, « Benedetto di Aniane nella riforma monastica carolingia », dans Studi medievali, Serie III, 26 (1985), p. 573-610.
- Walter Kettemann (2000), voir supra, « Sources anciennes ».
- Émile Lesne, « Les ordonnances monastiques de Louis le Pieux et la Notitia de servitio monasteriorum », dans Revue d'histoire de l'Église de France, 6 (1920), p. 161-175, 321-328 et 459-493.
- Jean Marilier, Histoire de l'Église en Bourgogne, Dijon, Éditions du Bien public, 1991  (ISBN 2-905-44136-4).
- Thomas F.-X. Noble, « Louis the Pious and his piety re-considered », dans Revue belge de philologie et d'histoire, 58 (1980/2), p. 297-316.
- Thomas F.-X. Noble, « The monastic ideal as a model for Empire: the case of Louis the Pious », dans Revue Bénédictine, 86/3-4 (1976), p. 235-250.
- Raffaele Savigni, « L'immagine del santo fondatore nelle Vitae di Benedetto di Aniane e di Adalardo di Corbie (secolo IX) », dans Riccardo Fangarezzi, Paolo Golinelli & Alba Maria Orselli (éd.), Sant'Anselmo di Nonantola e i santi fondatori nella tradizione monastica tra Oriente e Occidente, Rome, Viella, 2006, p. 109-180.
- Dom Philibert Schmitz, Histoire de l'Ordre de Saint Benoît, Gembloux, éditions de Maredsous, tome I, 1942.
- J. Winandt, « L'œuvre monastique de saint Benoît d'Aniane », dans Mélanges bénédictins publiés à l'occasion du XIVe centenaire de la mort de saint Benoît par les moines de l'abbaye de Saint-Jérôme à Rome, Abbaye de Saint-Wandrille, 1947, p. 235-258.

#### Œuvres
- Codex regularum (...), Rome, V. Mascardus, 1663 ; Patrologia Latina, tome 103, col. 393-700.
- Concordia regularum, Paris, D. Bechet, 1638, Édition scientifique : Pierre Bonnerue, dans Corpus Christianorum. Continuatio mediaevalis, tomes 168 et 168 A (Turnhout, 1999).
- Lettre au moine Garnier, Édition scientifique : Ernst Dümmler, dans Monumenta Germaniae Historica, Epistolae Karolini aevi, II (1895), no 40, p. 561-563.